# Ante Pavelić (stariji)
Ante Pavelić (Gospić, 19. svibnja 1869. – Zagreb, 11. veljače 1938.), bio je hrvatski političar, po zanimanju zubar. Kako bi se razlikovao od kasnijeg poglavnika NDH istog imena i prezimena, ponekad ga u literaturi navode kao Ante Pavelić (zubar).

## Život i djelovanje do 1906. godine
Doktorirao je medicinu u Beču 1896. godine. Od 1897. godine radi kao zubar u Zagrebu. Član Čiste stranke prava, zastupnik u Hrvatskom saboru od 1906. godine. 

## Raskol u Čistoj stranci prava i stvaranje Starčevićeve stranke prava
Od samog početka međutim pripada grupi kojoj je na čelu Mile Starčević, nećak Ante Starčevića (po njemu nazvani milinovci), koja je nezadovoljna proaustrijskom politikom i privatizacijom koju provodi predsjednik Čiste stranke prava Josip Frank. Frank se stavio potpuno u službu Austrije i napustio državotvornu ideju. Do raskola dolazi nakon Aneksije Bosne i Hercegovine, kada većina pravaških lidera, za razliku od Franka, odbija pružiti bezuvjetnu potporu Austriji te sudjelovati u protivsrpskoj hajci, koja je kulminirala u Veleizdajničkom procesu. Oni osuđuju režim bana Raucha (u čijoj je službi Frank), pripravni su za suradnju s hrvatskim Srbima (Srpska samostalna stranka u to doba prihvaća program borbe za hrvatsku autonomiju) i Hrvatsko-srpskom koalicijom. Do raskola je došlo u travnju 1908. godine, kad milinovci istupaju iz Čiste stranke prava i osnivaju Starčevićevu stranku prava, (koju neformalno zovu milinovcima). Nakon smrti Mile Starčevića 1917. godine Ante Pavelić postaje predsjednik stranke.

## Evolucija ideja stranke tijekom Prvoga svjetskog rata
Stranka ostaje u oporbi prema vladajućoj Hrvatsko-srpskoj koaliciji u Saboru. U nacionalnom pogledu je oštrija, ali izbjegava žešće sukobe sa Srbima. Postupno sazrijeva ideja državne zajednice u kojoj su uz Hrvate i Slovence i Srbi priznati kao "genetički" narod. To postaje jasno u svibnju 1917. godine, kada Pavelić u Saboru daje podršku Svibanjskoj deklaraciji zastupnika Jugoslavenskog kluba Carevinskog vijeća u Beču iz svibnja 1917. godine, u kojoj se zahtijeva ujedinjenje svih zemalja u kojima žive Slovenci, Hrvati i Srbi u jedno državno tijelo pod žezlom Habsburgovaca. Dok Hrvatsko-srpska koalicija u to doba djeluje kao režimska stranka, starčevićanci preuzimaju inicijativu u zalaganju za "narodno jedinstvo" Hrvata, Srba i Slovenaca. Stranka prihvaća ideju južnoslavenskog ujedinjenja, pri čemu međutim i "kontinuitet hrvatske državnosti" mora biti očuvan.

## Potpredsjednik Narodnog vijeća
Kad je osnovano Narodno vijeće Slovenaca, Hrvata i Srba, dr. Ante Pavelić izabran je za njegovog prvog potpredsjednika (predsjednik je Slovenac Anton Korošec, a drugi potpredsjednik Srbin Svetozar Pribićević). Član je izaslanstva kojeg je Vijeće poslalo u Beograd da dogovori ujedinjenje Države Slovenaca, Hrvata i Srba s Kraljevinom Srbijom.

### Delegacija u Beogradu: popuštanje pred Pribićevićem
Delegacija, koja je imala 28 članova, izabrala je u Beogradu 29. studenoga odbor od pet ljudi sa zadaćom da izradi tekst "Adrese" koju će se podnijeti regentu Aleksandru. U raspravi o tome sukobili su se Pavelić i Svetozar Pribićević. Pavelić je tražio da se u tekstu "Adrese" i u odgovoru regenta Aleksandra naglasi poštovanje povijesno pravnih individualiteta i granica, te njihova autonomna prava i odnos prema državnoj vladi. Pribićević se tome usprotivio, zahtijevajući da se ujedinjenje Države Slovenaca, Hrvata i Srba i Kraljevine Srbije proglasi odmah, a o svemu ostalome raspravlja poslije. Pavelićevo pozivanje na Naputak Narodnog vijeća od 24. studenoga Pribićević je odbijao tumačeći da on ne označava zahtjeve, već samo želje, a o njima se može, ako bude potrebno, raspravljati i poslije, progodom pregovora o sastavljanju zajedničke vlade. Konačno dotjerivanje teksta Adrese bilo je rezultat kompromisa i sadržavalo je samo neke ideje izražene u Naputku, a mnogo više Pribićevićevih formulacija. (Kasnije, 1926. godine, Pribićević i Pavelić vodili su polemiku u tisku o nastanku Adrese.) 
Pribićević je mogao nametnuti svoju volju jer su njegovi pristaše činili većinu u delegaciji. Osim toga, stizale su nepovoljne vijesti, koje oslabljuju položaj Narodnog vijeća i delegacije. Odbor Narodnog vijeća u Banjoj Luci proglasio je 27. studenoga »potpuno sjedinjenje sa Kraljevinom Srbijom«; isto je proglašeno u bihaćkom okrugu, a očekivalo se i u tuzlanskom i eventualno mostarskom. Zemaljska vlada za Dalmaciju, suočena s talijanskim teritorijalnim pretenzijama, zahtijevala je 16. studenoga od Predsjedništva Narodnog vijeća SHS u Zagrebu da proglasi hitno ujedinjenje Države SHS s Kraljevinom Srbijom, najavljujući da će u suprotnom sama proglasiti bezuvjerno priključenje Kraljevini Srbiji.

Pavelić je, kao Hrvat i vođa delegacije, 1. prosinca 1918. godine pročitao "Adresu" pred regentom Aleksandrom. Saslušavši ga, Aleksandar odgovara »ovim časom ispunjavam svoju vladarsku družnost (...) te u ime Njegova Veličansva kralja Petra I. proglašavam ujedinjenje Srbije sa zemljama nezavisne Države Slovenaca, Hrvata i Srba u jedinstveno Kraljevstvo Srba, Hrvata i Slovenaca«.

## U novoj državi
Nakon stvaranja nove države, u Privremenom narodnom predstavništvu djeluje, s drugim članovima Starčevićeve stranke prava, u okviru tzv. Narodnog kluba.